# Mendoncia
Mendoncia är ett släkte av akantusväxter. Mendoncia ingår i familjen akantusväxter.

## Dottertaxa tillMendoncia, i alfabetisk ordning[1]
- Mendoncia albiflora
- Mendoncia antioquiensis
- Mendoncia aspera
- Mendoncia aurea
- Mendoncia bahiensis
- Mendoncia bivalvis
- Mendoncia blanchetiana
- Mendoncia brenesii
- Mendoncia caquetensis
- Mendoncia cardonae
- Mendoncia clavulus
- Mendoncia combretoides
- Mendoncia cordata
- Mendoncia coriacea
- Mendoncia costaricana
- Mendoncia cowanii
- Mendoncia crenata
- Mendoncia cuatrecasasii
- Mendoncia flagellaris
- Mendoncia garciae
- Mendoncia gigas
- Mendoncia gilgiana
- Mendoncia gilva
- Mendoncia glabra
- Mendoncia glabrescens
- Mendoncia glomerata
- Mendoncia gracilis
- Mendoncia guatemalensis
- Mendoncia hitchcockii
- Mendoncia hoffmannseggiana
- Mendoncia hymenophyllacea
- Mendoncia killipii
- Mendoncia klugii
- Mendoncia lasiophyta
- Mendoncia leucantha
- Mendoncia lindaviana
- Mendoncia lindavii
- Mendoncia litoralis
- Mendoncia meyeniana
- Mendoncia microchlamys
- Mendoncia mirabilis
- Mendoncia mollis
- Mendoncia multiflora
- Mendoncia mutisii
- Mendoncia neblinensis
- Mendoncia obovata
- Mendoncia odorata
- Mendoncia orbicularis
- Mendoncia pedunculata
- Mendoncia pennellii
- Mendoncia peruviana
- Mendoncia phalacra
- Mendoncia phytocrenoides
- Mendoncia pilosa
- Mendoncia puberula
- Mendoncia quadrata
- Mendoncia retusa
- Mendoncia rizziniana
- Mendoncia robusta
- Mendoncia rosea
- Mendoncia rotundifolia
- Mendoncia sericea
- Mendoncia smithii
- Mendoncia speciosa
- Mendoncia spraguei
- Mendoncia sprucei
- Mendoncia squamuligera
- Mendoncia steyermarkii
- Mendoncia tarapotana
- Mendoncia tessmannii
- Mendoncia tetragona
- Mendoncia tomentosa
- Mendoncia tonduzii
- Mendoncia tovarensis
- Mendoncia trichota
- Mendoncia velloziana
- Mendoncia williamsii
- Mendoncia villosa
- Mendoncia vinciflora
- Mendoncia zarucchii